# Mojotamping
Mojotamping is een bestuurslaag in het regentschap Mojokerto van de provincie Oost-Java, Indonesië. Mojotamping telt 4422 inwoners (volkstelling 2010).